# Arion obesoductus
Arion obesoductus is een slakkensoort uit de familie van de wegslakken (Arionidae). De wetenschappelijke naam van de soort werd in 1979 voor het eerst geldig gepubliceerd door Peter Reischutz. Het is een vrij zeldzame soort die met name voorkomt in de Alpen en de aangrenzende middelgebergten.

## Kenmerken
Arion obesoductus is in uitgestrekte toestand ongeveer 2 tot 3 cm lang. Het dier is geelbruin tot olijfbruin. Aan de zijkanten trekken twee bruine strepen omhoog naar het mantelschild. Het mantelschild is relatief kort (ongeveer een kwart van de lichaamslengte). Langs de mantelschild lopen nog twee bruine strepen, de rechterstreep loopt in een boog boven de ademopening. De zool is intens geel.

## Verspreiding en leefgebied
De dieren komen voor in natuurlijke bossen in de Alpen en de aangrenzende middelgebergten in gebladerte en in mossen tussen de bomen. Ze eten paddenstoelen en afgevallen bladeren.